# Жукув (Влодавский повет)
Жукув (пол. Żuków) — деревня в Влодавском повете Люблинского воеводства Польши. Входит в состав гмины Влодава. Находится примерно в 12 км к северо-западу от центра города Влодава. По данным переписи 2011 года, в деревне проживало 344 человека.
В 1975—1998 годах деревня входила в состав Хелмского воеводства. С 1 января 1999 года входит в состав Люблинского воеводства.

## Население
Демографическая структура по состоянию на 31 марта 2011 года:
|         | Всего | До трудоспособного возраста | Трудоспособного возраста | Старше трудоспособного возраста |
| ------- | ----- | --------------------------- | ------------------------ | ------------------------------- |
| Мужчины | 177   | 38                          | 119                      | 20                              |
| Женщины | 167   | 23                          | 88                       | 56                              |
| Всего   | 344   | 61                          | 207                      | 76                              |